# دان فلوريس
دان فلوريس (بالإنجليزية: Dan Flores)‏ هو مؤرخ أمريكي، ولد في 1948 في فيفيان في الولايات المتحدة.